# Hoplacephala rossi
Hoplacephala rossi är en tvåvingeart som först beskrevs av Zumpt 1967.  Hoplacephala rossi ingår i släktet Hoplacephala och familjen köttflugor.
Artens utbredningsområde är Angola. Inga underarter finns listade i Catalogue of Life.